# Keňa na Letních olympijských hrách 2008
Keňa se zúčastní Letní olympiády v 5 sportech. Zastupovat ji bude 48 sportovců.

## Medailové pozice
| Medaile | Jméno                | Sport    | Disciplína           |
| ------- | -------------------- | -------- | -------------------- |
| Zlato   | Wilfred Bungei       | Atletika | Muži běh na 800 m    |
| Zlato   | Pamela Jelimová      | Atletika | Ženy běh na 800 m    |
| Zlato   | Asbel Kipruto Kiprop | Atletika | Muži běh na 1500 m   |
| Zlato   | Brimin Kipruto       | Atletika | Muži 3000 m překážek |
| Zlato   | Nancy Langat         | Atletika | Ženy běh na 1500 m   |
| Zlato   | Samuel Wanjiru       | Atletika | Muži maraton         |
| Stříbro | Janeth Jepkosgei     | Atletika | Ženy běh na 800 m    |
| Stříbro | Eunice Jepkorir      | Atletika | Ženy 3000 m překážek |
| Stříbro | Eliud Kipchoge       | Atletika | Muži běh na 5000 m   |
| Stříbro | Catherine Ndereba    | Atletika | Ženy maraton         |
| Bronz   | Micah Kogo           | Atletika | Ženy běh na 10000 m  |
| Bronz   | Richard Mateelong    | Atletika | Muži 3000 m překážek |
| Bronz   | Edwin Soi            | Atletika | Muži běh na 5000 m   |
| Bronz   | Alfred Kirwa Yego    | Atletika | Muži běh na 800 m    |

## Atletika
Vincent Mumo Kiilu, Wilfred Bungei, Boaz Kiplagat Lalang, Alfred Kirwa Yego, Augustine Choge, Asbel Kipruto Kiprop, Nicholas Kemboi, Edwin Soi, Eliud Kipchoge, Thomas Longosiwa, Moses Ndiema Masai, Martin Mathathi, Micah Kogo, Ezekiel Kemboi, Brimin Kipruto, Richard Matelong, Martin Lel, Samuel Wanjiru, Robert Cheruiyot, David Kimutai, Elizabeth Muthuka, Pamela Jelimová, Janeth Jepkosgei, Josephine Nyarunda, Viola Kibiwot, Nancy Langat, Irene Jelagat, Priscah Jepleting, Sylvia Kibet, Vivian Cheruiyotová, Lucy Kabuu, Grace Momanyi, Linet Masaiová, Ruth Bosibori, Eunice Jepkorir, Veronica Nyaruai, Catherine Ndereba, Martha Komu, Salina Kosgei

## Box
Suleiman Bilali, Bernard Ngumba, Nick Okoth, Aziz Ali

## Veslování
Mathew Lidaywa

## Plavání
Jason Dunford, David Dunford

## Taekwondo
Dickson Wamwiri, Milka Akinyi